# 伦施泰特
伦施泰特是德国图林根州的一个市镇。总面积6.45平方公里，总人口346人，其中男性168人，女性178人（2011年12月31日），人口密度54人/平方公里。